# Aziz Khalouta
Abdelaziz (Aziz) Khalouta (Fez, 8 augustus 1989) is een Marokkaans-Nederlands voormalig voetballer die doorgaans speelde als aanvaller. Tussen 2012 en 2022 was hij actief voor Fortuna Sittard, VVV-Venlo, Pandurii Târgu Jiu, FC Den Bosch, opnieuw Fortuna Sittard, Moghreb Tétouan, De Treffers, RKSV Minor, EVV en FCV Venlo.

## Carrière
Khalouta begon zijn carrière in de jeugd van de Marokkaanse club Maghreb Fez, maar nadat hij verhuisde naar Nederland, speelde hij in Venlo voor VVV'03, VOS, Venlosche Boys en SV Blerick, alvorens zich aan te sluiten bij VVV-Venlo. Daar wist hij niet door te breken in het profvoetbal en Fortuna Sittard nam hem over. In Sittard debuteerde hij op 10 augustus 2012, tegen het later failliet verklaarde AGOVV Apeldoorn. In dat duel wist hij ook direct te scoren. Op 19 oktober 2012, in een uitduel bij FC Oss, scoorde hij voor het eerst twee keer in één duel. Het daaropvolgende seizoen bracht hij een clubrecord op zijn naam met een hattrick binnen vijf minuten in de thuiswedstrijd tegen Telstar (5–0). Op 29 mei 2014 bereikten VVV en Khalouta een akkoord over een hereniging. De aanvaller tekende een tweejarig contract met de optie voor een derde seizoen. De club maakte op 24 april 2015 echter bekend dat het na dat seizoen afscheid zou nemen van Khalouta. Dit nadat hij uit de selectie was gezet omdat hij ploeggenoot Melvin Platje sloeg tijdens een training. Na afloop van het seizoen besloot de vleugelaanvaller zijn carrière voort te zetten bij het Roemeense Pandurii Târgu Jiu, waar hij een contract voor twee jaar tekende. Daar liet hij eind 2015 zijn contract ontbinden en in januari 2016 meldde hij zich weer bij zijn oude club Fortuna Sittard. om zijn conditie op peil te houden. Op 25 januari 2016 tekende Khalouta een contract tot het einde van het seizoen met een optie voor nog een jaar bij FC Den Bosch. Na een half jaar keerde hij terug op het oude nest van Fortuna Sittard, waar hij voor één jaar tekende. Hier werd hij in het begin van het seizoen door trainer Ben van Dael en later in het seizoen door diens opvolger Sunday Oliseh opnieuw om disciplinaire redenen uit de selectie gezet. Zijn contract werd aan het einde van het seizoen niet verlengd door Fortuna. Hierop verkaste Khalouta naar Moghreb Tétouan, waar hij voor twee jaar tekende. In september 2018 verliet hij de club. Hij vervolgde zijn loopbaan bij De Treffers in de Tweede divisie, waar hij voor twee jaar tekende. In het seizoen 2019/20 kwam Khalouta minder aan bod en eind februari 2020 werd zijn contract ontbonden. Vervolgens maakte hij de overstap naar hoofdklasser RKSV Minor. Een jaar later verruilde de aanvaller Minor voor derdedivisionist EVV. Na een periode bij FCV Venlo besloot Khalouta in de zomer van 2022 in een lager elftal bij SV Blerick te gaan spelen.

## Clubstatistieken
| Seizoen | Club               | Competitie     | Competitie | Competitie | Beker | Beker | Playoff | Playoff | Totaal | Totaal |
| Seizoen | Club               | Competitie     | Wed.       | Dlp.       | Wed.  | Dlp.  | Wed.    | Dlp.    | Wed.   | Dlp.   |
| ------- | ------------------ | -------------- | ---------- | ---------- | ----- | ----- | ------- | ------- | ------ | ------ |
| 2012/13 | Fortuna Sittard    | Eerste divisie | 32         | 9          | 1     | 0     | 2       | 1       | 35     | 10     |
| 2013/14 | Fortuna Sittard    | Eerste divisie | 37         | 15         | 1     | 0     | 2       | 0       | 40     | 15     |
| 2014/15 | VVV-Venlo          | Eerste divisie | 34         | 10         | 1     | 0     | —       | —       | 35     | 10     |
| 2015/16 | Pandurii Târgu Jiu | Liga 1         | 4          | 0          | 3     | 0     | —       | —       | 7      | 0      |
| 2015/16 | FC Den Bosch       | Eerste divisie | 13         | 4          | 1     | 1     | —       | —       | 14     | 5      |
| 2016/17 | Fortuna Sittard    | Eerste divisie | 21         | 4          | 1     | 1     | —       | —       | 22     | 5      |
| 2017/18 | Moghreb Tétouan    | Botola Pro     | 15         | 3          | 1     | 2     | —       | —       | 16     | 5      |
| 2018/19 | Moghreb Tétouan    | Botola Pro     | 0          | 0          | 0     | 0     | —       | —       | 0      | 0      |
| 2018/19 | De Treffers        | Tweede divisie | 12         | 1          | 0     | 0     | —       | —       | 12     | 1      |
| 2019/20 | De Treffers        | Tweede divisie | 15         | 3          | 1     | 0     | —       | —       | 16     | 3      |
| 2021/22 | EVV                | Derde divisie  | 8          | 0          | 1     | 0     | —       | —       | 9      | 0      |
| Totaal  | Totaal             | Totaal         | 191        | 49         | 11    | 4     | 4       | 1       | 206    | 54     |